# Відтінки сірого
У фотографії і комп'ютерній графіці, зображення у відтінках сірого це зображення в якому кожен піксель представляє або кодує інформацію лише про його інтенсивність. Зображення такого типу також називають чорно-білими, бо вони містять лише відтінки сірого кольору, градація яких змінюється від інтенсивності чорного, що є найменшою до білого, що є найбільшим значенням інтенсивності світла.
Зображення у відтінках сірого відрізняється від однобітних двокольорових чорно-білих зображень, які в контексті цифрових зображень матимуть лише два кольори, чорний і білий (вони ще називаються двійковими зображеннями).
Зображення у відтінках сірого часто є результатом вимірювання інтенсивності світла для кожного пікселя в одній смузі електромагнітного спектру (наприклад, інфрачервоного, видимого світла, ультрафіолетового, та ін.). Крім того, такі зображення можна отримати з кольорових зображень.

## Чисельне представлення

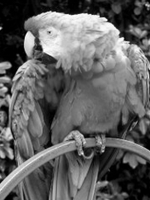
Приклад зображення у відтінках сірого.

Інтенсивність пікселя задається в заданому діапазоні між мінімумом і максимумом, включно. В абстрактному вигляді цей діапазон задається в діапазоні між 0 (повна відсутність світла, чорне) і 1 (біле), як будь-які дробові значення між ними. Таке позначення використовується в наукових роботах, але не визначає що таке «чорне» або «біле» в термінах колориметрії.
В обчислювальній техніці, хоча відтінки сірого могли б обчислюватись як раціональні числа, пікселі зображення зберігаються в двійковій, квантованій формі. Деякі перші чорно-білі монітори могли відображати лише шістнадцять (4-біт) різних відтінків.
Технічні застосування (медичні зображення або дистанційне зондування) потребує більше градацій, щоб повністю використовувати точність сенсору і подвійну кількість аби зменшити помилки округлення при розрахунках. Шістнадцять біт на піксель (65 536 відтінків) є необхідним зручним варіантом для таких застосувань.